# The Crane Wife
The Crane Wife è il quarto album in studio del gruppo musicale rock statunitense The Decemberists, pubblicato nel 2006.

## Tracce
1. The Crane Wife 3 – 4:18
2. The Island – 12:26
  1. Come and See
  2. The Landlord's Daughter
  3. You'll Not Feel the Drowning
3. Yankee Bayonet (I Will Be Home Then) (feat. Laura Veirs) – 4:18
4. O Valencia! – 3:47
5. The Perfect Crime #2 – 5:33
6. When the War Came – 5:06
7. Shankill Butchers – 4:39
8. Summersong – 3:31
9. The Crane Wife 1 & 2 – 11:19
10. Sons & Daughters – 5:13

## Formazione
- Colin Meloy - chitarre, bouzouki, percussioni, voce
- Jenny Conlee - piano, wurlitzer, organo, organo Hammond, moog, glockenspiel, percussioni, cori
- Chris Funk - chitarra, pedal steel guitar, banjo, dulcimer, ghironda, percussioni, cori
- Nate Query - basso, violoncello, percussioni, cori
- John Moen - batteria, percussioni, cori
- Christopher Walla - tastiere, cori
- Laura Veirs - voce
- Eyvind Kang - viola, violino